# Gustav (Hessen-Homburg)

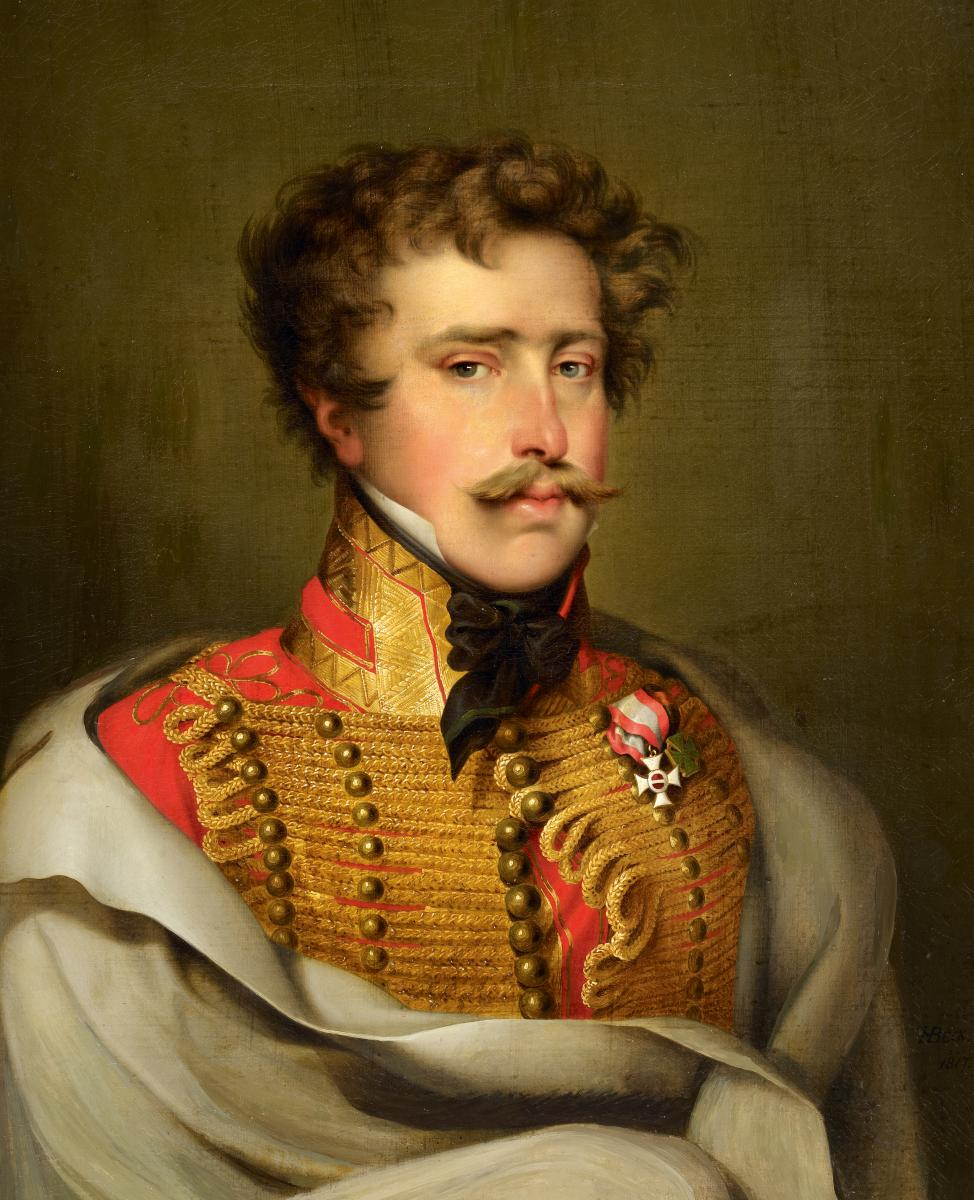
Gustav Adolph Prinz zu Hessen-Homburg

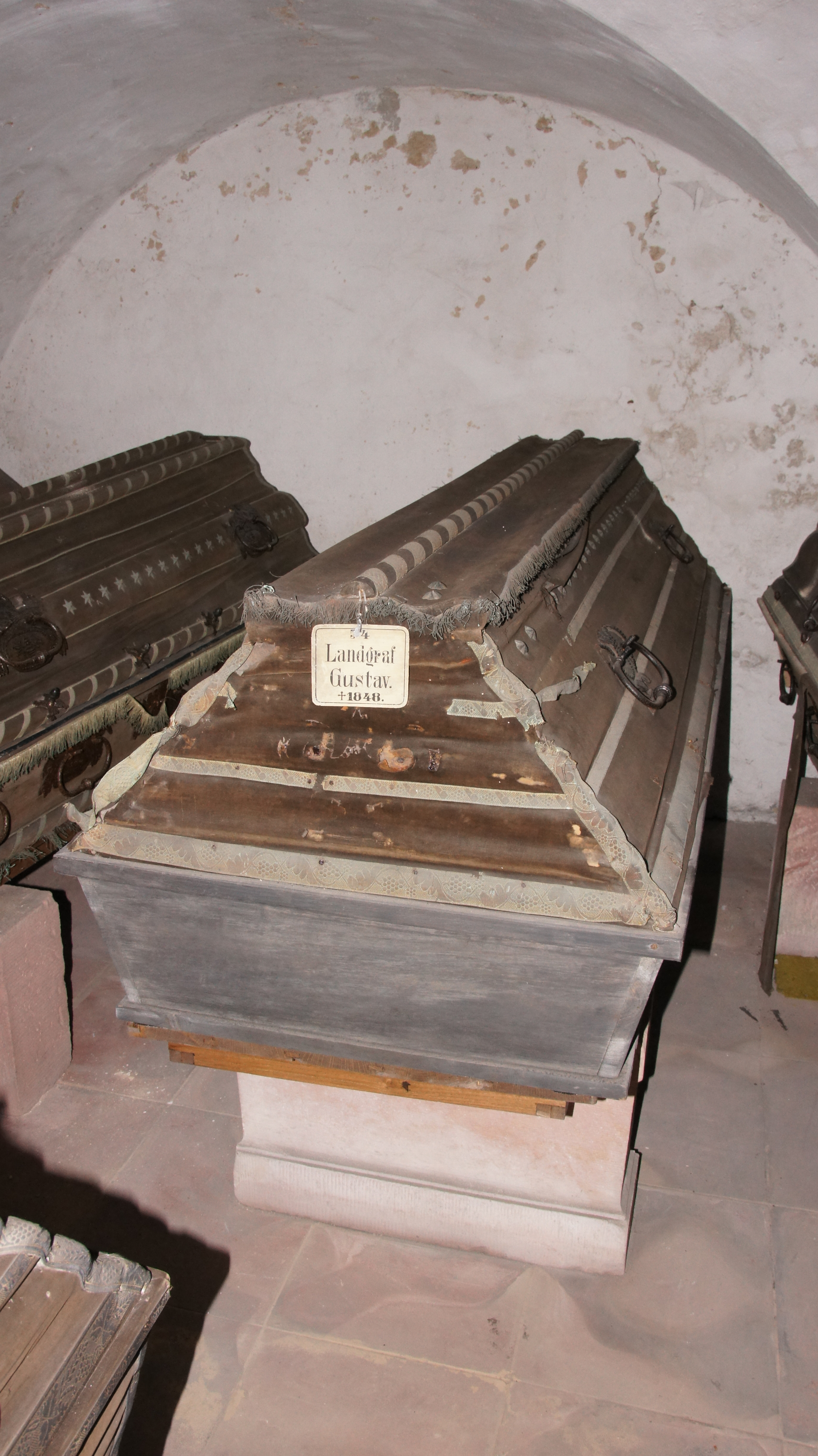
Sarg von Landgraf Gustav in der Gruft des Homburger Landgrafenschlosses

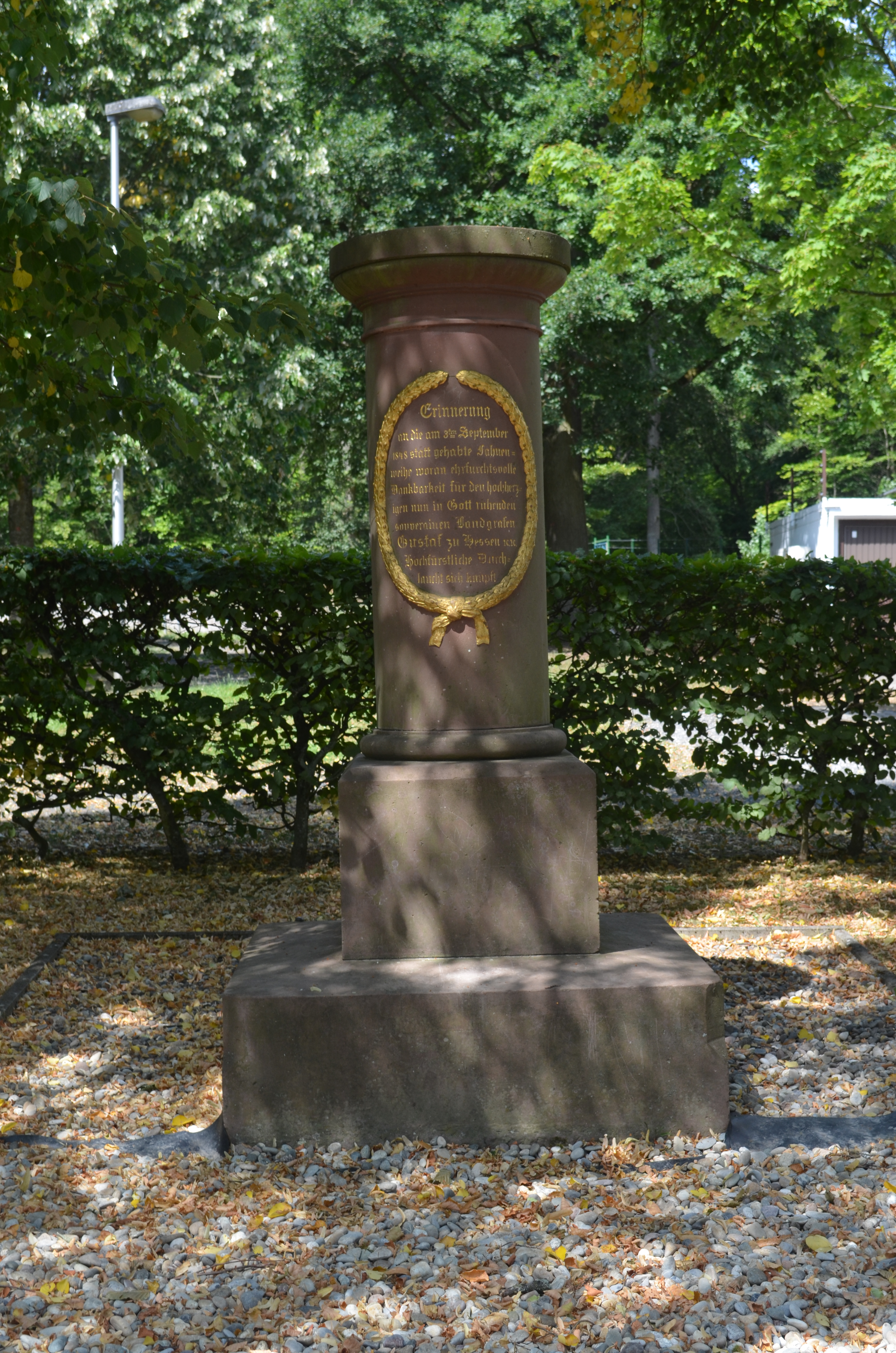
Säule zum Gedenken an eine Fahnenweihe am 3. September 1848 in Seulberg

Gustav Adolf Friedrich (* 17. Februar 1781 in Homburg vor der Höhe; † 8. September 1848 ebenda) war ein österreichischer General und von 1846 bis zu seinem Tod Landgraf von Hessen-Homburg.

## Leben
Gustav war der vierte Sohn von Landgraf Friedrich V. und seiner Frau Karoline von Hessen-Darmstadt, einer Tochter des Landgrafen Ludwig IX. von Hessen-Darmstadt und Henriette Karoline von Pfalz-Zweibrücken, der großen Landgräfin.
1786 wurde er von seinem Taufpaten, dem schwedischen König Gustav III., zum Gardeleutnant ernannt. Es bestanden noch von Friedrich II. her gute Beziehungen zum schwedischen Königshaus. Von 1798 bis 1800 leistete er als Hauptmann aktiven Dienst im schwedischen Heer, bat um seine Entlassung und kehrte nach Homburg zurück.
Sein Bruder Friedrich diente bereits im österreichischen Heer, also war es naheliegend, dass er ebenfalls dort eintrat. Er kämpfte in Baden, Württemberg und Niederösterreich und wurde 1801 zum Major befördert. 1805 wurde er zu den Chevauxlegers versetzt. Er zeichnete sich auf dem Rückzug unter Erzherzog Karl bei Caldiero aus und wurde am 1. Dezember 1805 zum Oberstleutnant befördert. Nach einer Zeit in der Garnison in Ungarn (1805–1809) und Versetzung zu den Hohenzollern-Kürassieren erfolgte die nächste Beförderung: Oberst und Kommandant des Kürassierregiments „Erzherzog Ferdinand“. Er kämpfte bei den Schlachten von Aspern und Wagram.
Dem „schönen Gustav“ wurde, ebenso wie seinen Brüdern, der Militär-Maria-Theresien-Orden verliehen.
Während Napoleons Russlandfeldzug gehörte er zum (österreichischen) 12. Corps, in dessen Zentrum er unter dem Kommando von Feldmarschalleutnant Vinzenz Ferrerius von Bianchi die 2. Brigade kommandierte. Bei einer Attacke bei Wielkiszelo wurde er schwer verwundet und war lange dienstunfähig. 1813 wurde er als Generalmajor zu den Hessen-Homburg-Husaren seines Bruders Friedrich versetzt und lag in Böhmen in Garnison. In den Befreiungskriegen kämpfte er in der Völkerschlacht bei Leipzig und während Napoleons hundert Tagen machte er den Feldzug gegen Frankreich mit. Nach dem Zweiten Pariser Frieden war er Brigadier in Siebenbürgen, 1826 wurde er Feldmarschalleutnant, ab 1827 war er beurlaubt.
Im Jahre 1839 wurde sein Bruder Philipp Landgraf und Gustav rückte auf die erste Stelle der Thronfolge. Da Philipp  Gouverneur der Bundesfestung Mainz war, führte Gustav, nach seinem Ausscheiden (im Range eines Generals) aus der österreichischen Armee, bei Abwesenheit des regierenden Landgrafen stellvertretend die Regierungsgeschäfte. Als Philipp 1846 starb, bestieg Gustav den Thron.
Die Revolution von 1848 spielte sich auch im kleinen Hessen-Homburg ab. Bereits 1844 hatte Landgraf Philipp die Forderung der Bürger nach einer landständischen Verfassung, „wohlwollend prüfen“ lassen, aber abschlägig beschieden. Gustav beeilte sich nun, dem Land eine ständische Verfassung zu geben, brauchte sein Versprechen aber nicht mehr einzulösen, denn er starb am 8. September 1848.
Sein Sohn, der Erbprinz Friedrich (genannt „die Hoffnung Homburgs“), war ihm im Tode vorausgegangen. Er starb, noch nicht 18-jährig, als Student an einer Grippe in Bonn. Daher folgte auf Gustav sein jüngster Bruder, Landgraf Ferdinand, der, da er keine Erben hatte, der letzte Herrscher aus der Homburger Nebenlinie werden sollte.
Gustav und sein Sohn Friedrich wurden in der Gruft des Bad Homburger Schlosses beigesetzt.

## Ehe und Nachkommen
Prinz Gustav heiratete am 12. Februar 1818 in Dessau seine Nichte Louise Friederike von Anhalt-Dessau, die Tochter seiner Schwester Amalie. Louise war gehörlos, ein Anlass für die selbst gewählte Isolation des Paares. Dass keiner seiner Brüder Nachkommen hatte und der Fortbestand des Hauses Hessen-Homburg nun an ihm lag, mag ein Grund dafür gewesen sein, eine standesgemäße Ehe einzugehen.
Gustav und Louise hatten drei Kinder:
- Caroline Amalie Elisabeth Auguste Friederike Ludowike Christiane Josephine Leopoldine George Bernhardine Wilhelmine Woldemare Charlotte (* 19. März 1819 in Homburg vor der Höhe; † 18. Januar 1872 in Greiz), verheiratet mit Heinrich XX., Fürst Reuß zu Greiz (1794–1859), regierte 1859–1867 vormundschaftlich für Heinrich XXII. (1846–1902)
- Elisabeth Louise Friederike (* 30. September 1823 in Homburg vor der Höhe; † 28. Januar 1864 ebenda)
- Friedrich Ludwig Heinrich Gustav (* 6. März 1830 in Homburg vor der Höhe; † 4. Januar 1848 in Bonn)